# TJ Spartak Myjava
Der TJ Spartak Myjava ist ein slowakischer Fußballverein aus der westslowakischen Stadt Myjava. Im Mai 2012 gewann er die slowakische 2. Liga und spielt momentan nach einem Lizenzentzug in der vierthöchsten slowakischen Spielklasse.

## Geschichte
Spartak Myjava wurde am 8. August 1920 als Športový klub Myjava (ŠK Myjava) gegründet. Die Mannschaft stieg 1944 in die damalige slowakische Division auf. Ein neues Vereinsareal wurde ab 1954 gebaut und 1958 fertiggestellt. 1968 stieg der Verein in die damalige Kreisliga auf. Nach fünf Jahren ist die Mannschaft abgestiegen, nach weiteren fünf Jahren noch eine Klasse tiefer. Im Jahr 2000 fusionierten die Klubs TJ Spartak Myjava und Slovan Turá Lúka. In der Saison 2010/11 stieg die Mannschaft in die slowakische 2. Liga auf, ab Sommer 2012 war die Mannschaft erstklassig.

## Europapokalbilanz
| Saison  | Wettbewerb         | Runde                  | Gegner                   | Gesamt | Hin     | Rück    |
| ------- | ------------------ | ---------------------- | ------------------------ | ------ | ------- | ------- |
| 2016/17 | UEFA Europa League | 1. Qualifikationsrunde | FC Admira Wacker Mödling | 3:4    | 1:1 (A) | 2:3 (H) |

Gesamtbilanz: 2 Spiele, 1 Unentschieden, 1 Niederlage, 3:4 Tore (Tordifferenz −1)